# Віра, надія, любов (фільм, 1984)
Віра, надія, любов (рос. Вера, надежда, любовь) — радянський художній фільм 1984 року, знятий на Кіностудії ім. М. Горького.

## Сюжет
Події відбуваються в роки громадянської війни. Червоний командир (він же — і сільський учитель) відправляє підлітка Ваню, талановитого молодого поета, в московську редакцію журналу «Революція і поезія». Супроводжує Ваню у довгому, повному подій шляху, бувалий солдат Сорокін…

## У ролях
- Володимир Стеклов — Сорокін, бувалий солдат
- Сергій Бобровський — Ваня
- Марина Левтова — Сонька
- Олександр Філіппенко — Константинов, білий офіцер
- Леонід Бєлозорович — Логунов, червоний командир
- Олександр Яковлєв — Іван Тимофійович Голуб
- Наталія Хорохоріна — Мавра Пантелеївна
- Андрій Калашников — Пєтухов
- Юрій Заборовський — учитель
- Олексій Весьолкін — Митяй
- Галина Дьоміна — баба Маша, мати Калашникова
- Віктор Шульгін — Соколов, комісар
- Клавдія Козльонкова — Ольга Василівна, працівниця дитбудинку
- Микола Смирнов — сторож в дитбудинку
- Олександр Мильников — епізод
- Валентина Салтовська — епізод

## Знімальна група
- Режисер — Володимир Грамматиков
- Сценарист — Валерій Залотуха
- Оператор — Олександр Антипенко
- Композитор — Олексій Рибников
- Художник — Костянтин Загорський